# Markéta Vondroušová
Markéta Vondroušová (de 2022 à 2024 épouse Šimková), née le 28 juin 1999 à Sokolov, est une joueuse de tennis professionnelle tchèque.
Elle remporte le tournoi de Wimbledon en 2023  en battant la Tunisienne Ons Jabeur en finale. Elle atteint également les finales de Roland-Garros en 2019 et des Jeux olympiques en 2021, perdues respectivement face à Ashleigh Barty et Belinda Bencic, et a remporté trois titres en simple sur le circuit WTA à ce jour.

## Carrière
En junior, elle remporte en 2015 le double de deux tournois du Grand Chelem avec sa compatriote Miriam Kolodziejová : l'Open d'Australie, puis Roland-Garros.
Évoluant principalement sur le circuit ITF, elle y a remporté sept titres en simple et quatre en double.

### 2017-2018.1ertitre à Bienne et entrée dans le Top 100
Elle commence l'année par le tournoi ITF de Stuttgart-Stammheim en s'y présentant en tant que 420e mondiale. Elle remporte le tournoi en affrontant sur son parcours la Britannique Katie Boulter. Elle accumule les très bonnes performances sur ce circuit, parvenant par exemple alors qu'elle est issue des qualifications, à gagner le tournoi de Grenoble en disposant de la Russe Anna Blinkova en finale, parvenant également en finale à Perth et Clare. 
Elle se distingue sur le circuit WTA en avril. Alors classée au 233e rang mondial, elle se qualifie pour la finale du tournoi de Bienne après être sortie des qualifications, en battant notamment ses compatriotes Kristýna Plíšková, 58e mondiale (6-2, 7-5) en quart de finale, puis Barbora Strýcová (18e, 7-63, 6-2) en demi-finale. Elle bat Anett Kontaveit en finale (6-4, 7-66), le tout sans perdre un set durant la semaine. À l'issue du tournoi, elle atteint le 117e rang mondial. Elle parvient deux semaines plus tard à remporter une victoire en Fed Cup contre l'Américaine Lauren Davis (6-2, 7-5), 36e  mondiale. 
Elle emporte début mai un match à Prague dans son pays natal et gagne un nouveau tournoi ITF sans perdre un set à Trnava. Elle rentre à l'issue du tournoi pour la première fois avant ses 18 ans dans le Top 100. 
Ce classement lui permet de disputer les qualifications à Roland Garros, dont elle se sort en éliminant l'Argentine Nadia Podoroska (6-0, 6-1) et la Russe Anna Blinkova (6-1, 6-4). Elle joue pour la première fois de sa vie un match dans le tableau final d'un Grand Chelem et l'emporte contre l'invitée Française Amandine Hesse en ne lui laissant qu'un jeu (6-1, 6-0). Elle joue au deuxième tour la Russe Daria Kasatkina, vainqueur du tournoi de Charleston quelques mois plus tôt et s'incline (61-7, 4-6).

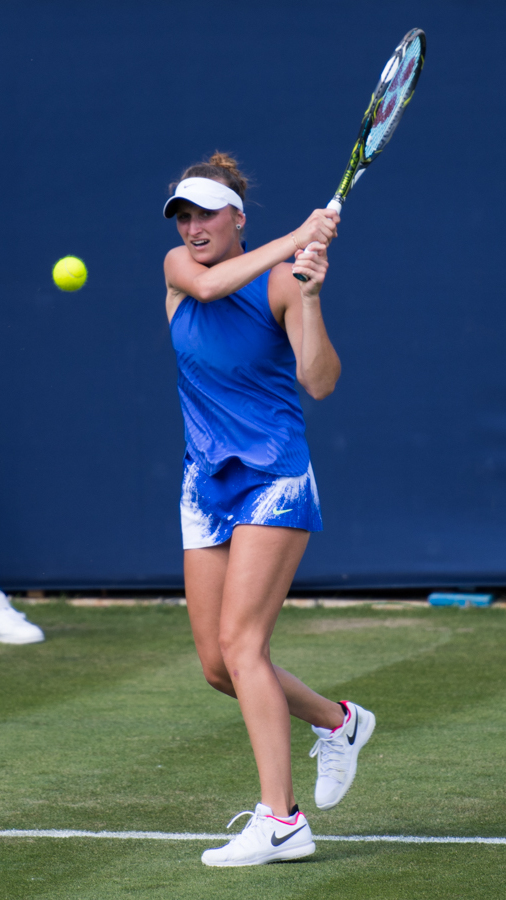
Marketa Vondrousova à Birmingham 2017

Pour ses débuts sur gazon, elle sort des qualifications à Birmingham et perd contre l'Australienne Ashleigh Barty, future numéro une mondiale, (5-7, 61-7) puis est battue deux nouvelles fois, en qualifications à Eastbourne et au premier tour de Wimbledon pour sa première participation sur la gazon londonien, renversée par Peng Shuai (7-65, 0-6, 4-6). Elle retourne disputer un tournoi ITF à Prague fin juillet, qu'elle remporte contre sa compatriote Karolína Muchová (7-5, 6-1).
Elle termine l'année en affrontant la numéro huit mondiale, Svetlana Kuznetsova au premier tour de l'US Open. Elle s'incline mais en offrant une belle résistance (6-4, 4-6, 62-7) puis subit une contre-performance au deuxième tour de Tashkent contre la Suissesse Stefanie Vögele, 196e (68-7, 6-4, 5-7).
L'année 2018 est une année où elle découvre les WTA 1000 pour elle. Elle subit des défaites contre deux Croates, Petra Martić au premier tour d'Auckland (62-7, 3-6) puis contre Donna Vekić au second tour d'Hobart (4-6, 4-6). Elle gagne son premier match à l'Open d'Australie contre la Japonaise Kurumi Nara (7-5, 6-4) et s'incline au deuxième tour face à la huitième mondiale, Caroline Garcia au bout d'un match très disputé (7-63, 2-6, 6-8).
Cette défaite encourageant s'accompagne d'une autre à Doha contre la numéro trois mondiale, Elina Svitolina (2-6, 4-6). S'inclinant d'entrée à Dubaï contre la 105e Bernarda Pera (6-0, 3-6, 0-6) pour son premier match en WTA 1000, elle réussit un beau parcours à Indian Wells où elle élimine coup sur coup la qualifiée Madison Brengle (6-2, 6-2), la onzième mondiale Johanna Konta (7-65, 6-4) et la jeune Biélorusse Aryna Sabalenka (6-2, 6-2) ne s'inclinant que de nouveau contre Petra Martić en huitièmes de finale (3-6, 64-7).
Les mois suivants sont compliquées pour elle. Exception faîte de Stuttgart où elle sort des qualifications et s'impose devant la onzième au classement WTA Julia Görges, qui joue dans son pays natal (6-2, 6-2), et devant abandonner au tour suivant contre Elina Svitolina (6-2, 1-6, 2-3 ab.). Elle est sortie d'entrée à Miami (par la 125e Wang Yafan), Roland Garros (défaite qui l'expulse du Top 100), S'Hertogenbosh, Majorque, Wimbledon et au deuxième tour de Lugano. Elle enchaîne deux victoires consécutives dans le pays de son premier titre, en Suisse à Gstaad en disposant de Lara Arruabarrena, Elista Kostova et Ievguenia Rodina. Elle tombe néanmoins contre la Luxembourgeoise Mandy Minella, 226e (6-4, 2-6, 2-6) en demi-finale.
Après deux nouvelles défaites, au premier tour de Cincinnati contre l'Australienne Ashleigh Barty (3-6, 5-7) et en qualifications de New Haven contre Ellen Perez, 275e (62-7, 4-6), elle gagne son premier match à l'US Open face à l'Allemande Mona Barthel, repêchée (6-1, 6-4) et enchaîne avec une nouvelle victoire contre la qualifiée Eugenie Bouchard, ancienne cinquième mondiale (6-4, 6-3). C'est la première fois de sa carrière où elle accède au troisième tour d'un tournoi du Grand Chelem. Elle affronte lors de ce match la Néerlandaise Kiki Bertens, 13e et spécialiste de terre battue et la bat (7-64, 2-6, 7-61) pour jouer la seconde semaine. Elle se fait renverser alors par l'Ukrainienne Lesia Tsurenko (7-63, 5-7, 2-6) après 2 h 32 de jeu.
Devant rejouer les qualifications des WTA 1000, elle accède au tableau final de Wuhan et perd de justesse contre Julia Görges, qui prend sa revanche (3-6, 6-3, 64-7).

### 2019. L'année du déclic: première finale de Grand Chelem à Roland-Garros mais opération au poignet
L'année de Vondroušová commence début janvier par un deuxième tour à l'Open d'Australie comme l'année passée, éliminant la Russe Ievguenia Rodina (6-3, 6-2) mais battu par sa bête noire, la Croate Petra Martić (4-6, 5-7). Fin février, elle dispose de deux joueuses hors du Top 100, Georgina García Pérez (6-0, 7-6) et la Russe Anna Blinkova (7-6, 3-6, 6-3), avant de se défaite de la Roumaine Irina-Camelia Begu (5-7, 6-1, 6-3) et d'une autre Russe, Anastasia Potapova (6-0, 6-2) pour disputer sa deuxième finale en carrière à Budapest en tant que tête de série numéro 8, mais tombant face à la Belge Alison Van Uytvanck (6-1, 5-7, 2-6).
Au tournoi d'Indian Wells, elle passe Daria Kasatkina (6-2, 6-1), puis Jeļena Ostapenko (4-6, 6-3, 6-4) et surtout la no 2 mondiale, Simona Halep (6-2, 3-6, 6-2), sa première victoire en carrière sur une Top 10. En quart de finale, elle s'incline avec acharnement en 2 h 11 contre la no 6 mondiale Elina Svitolina (6-4, 4-6, 4-6). Puis à Miami la Tchèque atteint à nouveau les quarts de finale. Elle bat de nouveau Ostapenko mais en deux manches, puis Elise Mertens et Tatjana Maria. Elle s'incline contre sa compatriote Karolína Plíšková alors no 7 mondiale (3-6, 4-6) en 1 h 20.
La terre battue arrive, elle atteint à nouveau une finale à la faveur de victoires sur l'Australienne Ajla Tomljanović (6-3, 6-3), l'ancienne numéro deux Svetlana Kuznetsova (6-4, 6-3), l'Espagnole Lara Arruabarrena (6-1, 6-2) et sa compatriote Barbora Strýcová (6-2, 6-1) avec qui elle a atteint les demi-finale de l'Open d'Australie en double en début d'année. Elle perd contre Petra Martić (6-1, 4-6, 1-6) au tournoi d'Istanbul en finale, joueuse qu'elle n'a alors jamais battu en quatre confrontations.
En mai à Rome, elle bat à nouveau la Tchèque Barbora Strýcová (1-6, 6-4, 7-6) dans un duel serré et la no 2 mondiale, Simona Halep et finaliste sortante (2-6, 7-5, 6-3), puis passe Daria Kasatkina (7-5, 2-6, 6-2) avant de perdre en trois manches face à Johanna Konta en quart de finale (3-6, 6-3, 1-6).

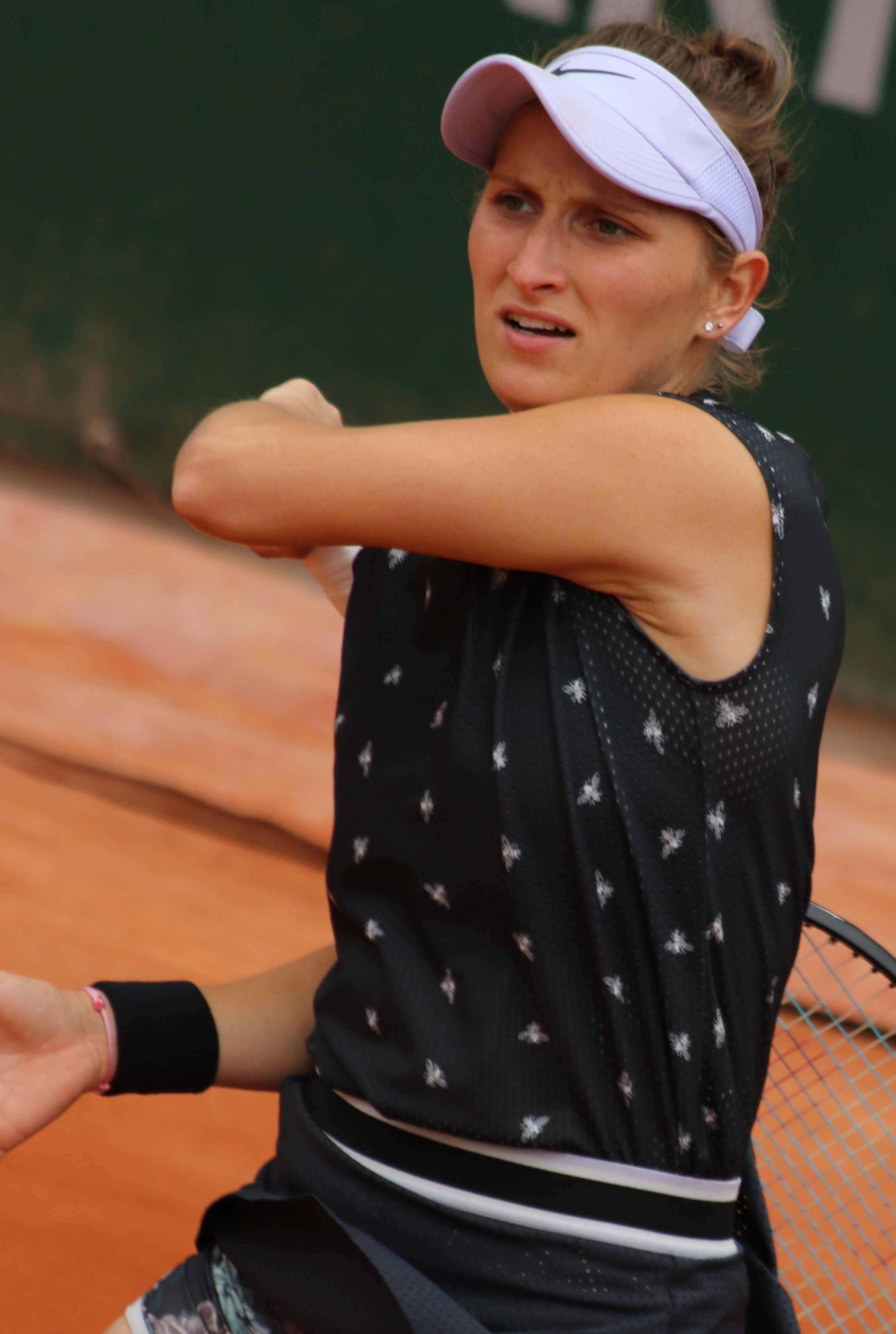
Marketa Vondrousova à Roland Garros 2019.

En juin, elle atteint la finale du simple dames de Roland-Garros. C'est ainsi la première fois qu'elle atteint une finale de Grand Chelem dans sa carrière et sans être tête de série. Pour cela, elle bat la tête de série 28, Carla Suárez Navarro (6-4, 6-4) pour arriver en deuxième semaine, puis la tête de série 12, Anastasija Sevastova (6-2, 6-0) en moins d'une heure de jeu et Petra Martić (7-61, 7-5), sa première victoire contre la Croate en cinq confrontations, pour atteindre le dernier carré après deux heures de combat. Elle affronte et prend sa revanche (7-5, 7-62) en 1 h 45 sur la tête de série numéro 26, Johanna Konta pour se qualifier en finale. Elle s'incline face à Ashleigh Barty alors 8e mondiale, en 1 h 10 min (1-6, 3-6),. Après cet événement, elle atteint le 16e rang mondial.
Sa saison sur gazon est rapide, elle ne gagne qu'un match à Eastbourne contre Zheng Saisai (6-2, 6-3) avant de s'incliner contre la Belge Elise Mertens (1-6, 7-5, 2-6) et ne parvient toujours pas à remporter de match à Wimbledon, battue par l'Américaine Madison Brengle (4-6, 4-6).
En septembre, Vondroušová met un terme à sa saison en raison d'une opération au poignet gauche et ne reprendra pas avant 2020.

### 2020. Demi-finale à Rome mais saison décevante
Markéta reprend tranquillement avec un quart à Adélaïde, ne s'inclinant que contre la numéro 1 mondiale, Ashleigh Barty et future vainqueur (3-6, 3-6), ayant auparavant infligé un 6-0 à Tatjana Maria et une double roue de bicyclette à la qualifiée locale Arina Rodionova. Elle déçoit cependant sur la suite de sa saison, ne remportant que deux matchs en sept tournois sur huit mois. Elle déçoit à l'Open d'Australie où elle s'incline d'entrée contre Svetlana Kuznetsova (2-6, 6-4, 4-6) et à Saint-Pétersbourg, battue au premier tour par Ajla Tomljanović (6-3, 3-6, 4-6). Elle est sortie dès le début également à Doha, Palerme (par la qualifiée Kaja Juvan, 111e), à New York. Elle s'impose seulement à Dubaï contre Anastasija Sevastova et à l'US Open contre Greet Minnen, battue au tour d'après par la 106e Aliaksandra Sasnovich en deux manches sèches (1-6, 2-6).
Sur terre battue, elle réalise un super parcours à Rome en septembre. Évacuant les qualifiées Misaki Doi et Arantxa Rus, puis Polona Hercog difficilement en trois manches. Elle passe en demie en battant facilement la 6e mondiale, Elina Svitolina (6-3, 6-0), mais s'inclinera à la porte de la finale en 1 h 22 (2-6, 4-6) contre sa compatriote Karolína Plíšková.
Lors d'un Roland Garros spécial en octobre et presque sans public à cause du covid-19, elle est battue dès le premier tour contre la futur gagnante, la Polonaise Iga Świątek (1-6, 2-6). 

### 2021. Finale aux Jeux Olympiques
L'année de Vondroušová commence par une élimination de justesse au premier tour d'Abu Dhabi par Hsieh Su-wei (6-3, 3-6, 6-7) puis par une demi-finale au WTA 500 de Melbourne II avec des victoires sur Varvara Gracheva (6-4, 6-0), Vera Zvonareva (7-6, 6-7, 6-4) et Nadia Podoroska. Elle perd sèchement contre Garbiñe Muguruza en n'inscrivant qu'un jeu. Pour l'Open d'Australie, elle atteint les huitièmes en perdant un set contre Rebecca Peterson au premier tour, et aucun contre Rebecca Marino (6-1, 7-5) et Sorana Cîrstea (6-2, 6-4) mais s'incline (4-6, 2-6) de façon surprenante face au jeu atypique de Hsieh Su-wei qui prend ainsi sa revanche. C'est néanmoins la première fois qu'elle atteint la deuxième semaine dans le Grand Chelem australien. 
Après une élimination à Dubaï par la très jeune Coco Gauff, fin mars à Miami, elle bat la 12e Belinda Bencic (4-6, 6-4, 6-4) mais perd sévèrement contre Aryna Sabalenka en 1/8 de finale (1-6, 2-6). Sa préparation à Roland Garros n'est pas fructueuse, perdant au premier tour de Madrid (contre l'ancienne numéro une Angelique Kerber) et Rome (contre Ajla Tomljanović), ainsi qu'un deuxième tour à Stuttgart perdu contre Simona Halep, numéro trois mondiale (1-6, 3-6). 
À Roland Garros elle atteint cependant les huitièmes en ne perdant qu'un set contre Kaia Kanepi (4-6, 6-3, 6-0), après des victoires sur la locale invitée Harmony Tan (6-1, 6-3), novice au second tour et sur la Slovène Polona Hercog (6-3, 6-3). Elle est battue en 1 h 52 par Paula Badosa (4-6, 6-3, 2-6). Comme d'habitude, la saison sur gazon est plus compliquée pour elle, perdant au premier tour de Berlin (contre la 106e Liudmila Samsonova) et d'Eastbourne (contre la Tunisienne Ons Jabeur) mais gagnant son premier match à Wimbledon. Elle remporte le premier tour du tournoi londonien cotnre l'Estonienne Anett Kontaveit (2-6, 6-4, 6-2) puis s'incline contre Emma Raducanu, 338e mondiale (2-6, 4-6), invitée par les organisateurs et vainqueur quelques mois plus tard de l'US Open à la surprise générale. 
Vondroušová participe aux Jeux olympiques qui se déroulent en 2021 à cause de la pandémie mondiale. Elle passe le premier tour face à Kiki Bertens en trois sets (6-4, 3-6, 6-4) puis Mihaela Buzărnescu (6-1, 6-2) et bat la numéro 2 mondiale, Naomi Osaka (6-1, 6-4) pour atteindre les quarts. Gardant des forces, elle profite de l'abandon de Paula Badosa et se qualifie pour la finale en évacuant l'Ukrainienne Elina Svitolina (6-3, 6-1), sa seule qualification en finale de l'année contre la sixième joueuse au classement WTA. C'est la première fois qu'elle se défait de deux joueuses du Top 10 dans le même tournoi. Elle affronte la Suissesse Belinda Bencic mais est battue (5-7, 6-2, 3-6) et manque cette médaille d'or. Elle retrouve son bourreau au premier tour de Cincinnati et subit le même sort (3-6, 5-7). Elle tombe lors du WTA 250 de Chicago sous les coups de la Française Alizé Cornet (6-2, 4-6, 3-6) puis atteint le deuxième tour de l'US Open, arrêtée par la Russe Daria Kasatkina (6-3, 4-6, 4-6).
En septembre, elle retrouve un dernier carré au Luxembourg avec une défaite sur Clara Tauson, futur gagnante (4-6, 6-2, 4-6), ayant gagné auparavant des victoires sur les Belges Elise Mertens (7-5, 6-2) et Alison Van Uytvanck (6-2, 6-3) ainsi que contre la Croate Jana Fett (7-5, 6-2). Puis à Chicago, Markéta bat sans perdre de set Ajla Tomljanović (6-2, 6-1) A. Pavlyuchenkova (6-3, 6-2) et Jil Teichmann (6-4, 6-3); avant d'avoir un drôle de match contre Danielle Collins, remportant la rencontre (64-7, 6-0, 7-63). Elle déclare forfait avant son match contre Garbiñe Muguruza en demi-finale.
Elle atteint également les demies à Moscou en battant notamment Elena Rybakina (6-4, 6-4) et A. Pavlyuchenkova (6-4, 6-2) de nouveau mais tombant face à Anett Kontaveit qui remportera le tournoi (3-6, 4-6) dans sa cinquième demi-finale de l'année. 

### 2022. Demi-finale à Dubaï mais sortie éphémère du Top 100 à cause de blessures
La Tchèque commence l'année par le tournoi d’Adélaïde au cours duquel elle sort la Suissesse Viktorija Golubic (5-7, 6-4, 6-3) mais s'incline en trois sets dans un match serré contre la Croate Ana Konjuh (6-4, 2-6, 6-7). 
Markéta prend un set à la tête de série numéro 2, Aryna Sabalenka de l'Open d'Australie au troisième tour, mais perd à ce stade (6-4, 3-6, 1-6) alors qu'elle avait effacé l'invité locale Priscilla Hon (6-2, 6-3) et la Russe Liudmila Samsonova (6-2, 7-5). Elle tombe lors d'un nouveau match en trois sets d'entrée à Saint-Pétersbourg contre la Roumaine Sorana Cîrstea (5-7, 6-3, 4-6). 
En février lors du tournoi de Dubaï, la Tchèque retrouve un dernier carré en WTA 1000 pour la seconde fois de sa carrière après être sortie des qualifications, en profitant de l'abandon de Danielle Collins (2-6, 3-0 ab.) et des victoires sur Varvara Gracheva (6-2, 6-0) et Dayana Yastremska (7-5, 6-4), également qualifiées. Elle déclare forfait avant son match contre Veronika Kudermetova aux portes de la finale. 
Au tournoi d'Indian Wells, elle bat la 5e mondiale, Anett Kontaveit (3-6, 7-5, 7-65), son unique victoire sur une Top 10 de l'année, et s'incline en huitièmes dans un autre gros match face à Veronika Kudermetova (6-7, 7-6, 5-7). Elle dispute mi-avril un seul match sur terre battue sur le circuit WTA, perdu face à la Tchèque Ons Jabeur, dixième (6-4, 2-6, 3-6).
Souffrant du poignet, la Tchèque subit une petite intervention chirurgicale et revient en octobre sur le circuit ITF en remportant un 100 000 $ à Shrewsbury en s'imposant notamment en demi-finale contre l'Ukrainienne Anhelina Kalinina (7-6, 6-3). Cela lui permet de finir l'année dans le top 100. Elle joue enfin un dernier tournoi en décembre à Angers, s'imposant contre Yanina Wickmayer (6-1, 7-6) et Viktoriya Tomova (6-2, 6-2) et s'inclinant en quarts de finale contre l'Américaine Claire Liu (1-6, 6-7). Elle termine l'année en finissant de justesse dans le Top 100, à la 99e place. 

### 2023.1ertitre en Grand Chelem à Wimbledon et entrée dans le top 10
L'année de Vondroušová commence par un quart au WTA 500 d'Adélaïde I, perdant seulement contre la 2e mondiale, Aryna Sabalenka (3-6, 5-7), vainqueur de l'Open d'Australie quelques semaines plus tard et après deux victoires intéressantes contre la Russe Ekaterina Alexandrova (4-6, 6-3, 6-2) et Kaia Kanepi (6-0, 6-4) . Lors de l'Open d'Australie, Markéta bat la tête de série numéro 2, Ons Jabeur (6-1, 5-7, 6-1) au deuxième tour, ainsi qu'Alison Riske (5-7, 6-1, 6-4) mais s'incline au tour suivant contre sa très jeune (17 ans) compatriote Linda Fruhvirtová, qui dispute le tournoi pour la première fois en trois sets (5-7, 6-2, 3-6).
En février au tournoi de Linz, elle atteint le dernier carré à la faveur de victoires sur Viktoriya Tomova (6-3, 6-3) et Rebeka Masarova (6-1, 6-1) et d'un abandon de la Hongroise Dalma Gálfi sans perdre de manche mais perd contre Anastasia Potapova (1-6, 7-6, 3-6). De nouveau sortie du Top 100 malgré ces bons résultats, elle s'incline dès le premier tour à Dubaï contre sa compatriote Karolína Plíšková (3-6, 4-6) mi-février.
Au tournoi d'Indian Wells, elle arrive en huitièmes de finale après des victoires notables sur Marie Bouzková (6-1, 6-1) et à nouveau Ons Jabeur (7-6, 6-4) qui revenait à la compétition. Elle perd (4-6, 7-62, 4-6) contre sa compatriote Karolína Muchová qui fera une bonne saison également en atteignant quelques mois plus tard la finale de Roland Garros. Puis au tournoi de Miami, Vondroušová atteint de nouveau ce stade vec des victoires sur la 11e Veronika Kudermetova (6-4, 6-2) et prend sa revanche sur Karolína Plíšková sans perdre une manche (6-1, 6-2). Elle s'inclinera contre la Roumaine Sorana Cîrstea, surprise du tournoi en deux sets (6-7, 4-6).
Sa tournée sur terre battue se révèle plutôt bonne aussi, parvenant à sortir des qualifications à Madrid et perdant au deuxième tour contre une Magda Linette (6-7, 6-4, 6-4) demi-finaliste en début d'année à l'Open d'Australie. Sur terre battue à Rome, la Tchèque atteint à nouveau un huitièmes de finale avec des victoires sur Bianca Andreescu (6-0, 6-1) et la 8e mondiale, María Sákkari (7-5, 6-3). Elle s'incline contre Elena Rybakina (3-6, 3-6), sixième mondiale et qui remportera le tournoi. Elle gagne un match à Roland Garros contre Alycia Parks (6-4, 6-0) mais doit s'incliner contre la neuvième mondiale Daria Kasatkina, demi-finaliste l'année passée au tour suivant (3-6, 4-6).
Elle démarre la courte saison sur gazon mi-juin et parvient à battre Bianca Andreescu (7-6, 7-5) et profite de l'abandon de la locale Jule Niemeier (6-3, 6-5 ab.) à Berlin pour jouer les quarts de finale; perdant à ce stade contre María Sákkari (6-7, 1-6), 8e.

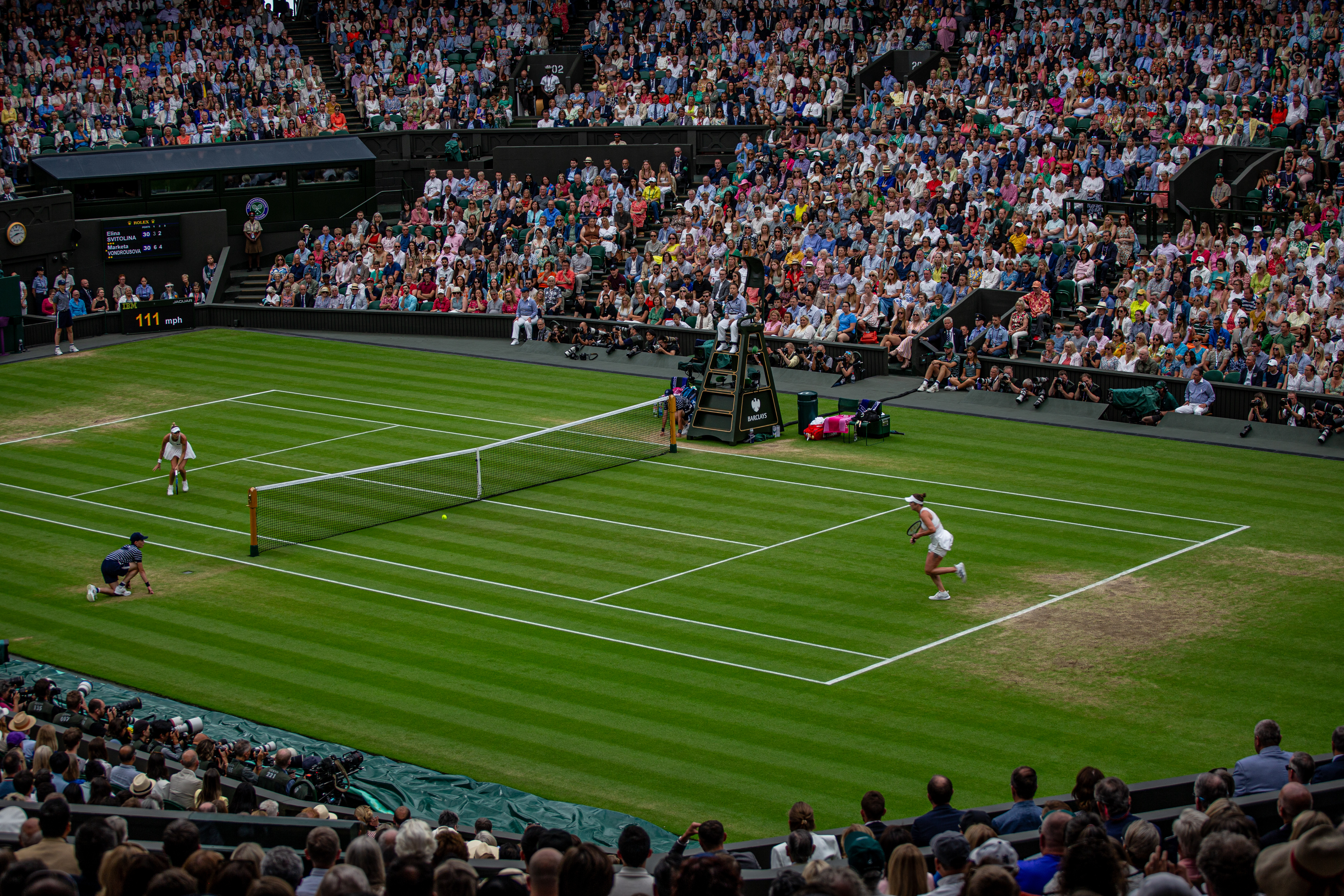
Marketa Vondrousova contre Elina Svitolina lors de sa demi-finale à Wimbledon.

En juillet, au tournoi de Wimbledon alors non tête de série, elle aligne d'abord trois victoires pour rejoindre le deuxième semaine contre l'Américaine Peyton Stearns (6-2, 7-5), la Russe Veronika Kudermetova (6-3, 6-3), 12e joueuse mondiale mais qui n'a jamais franchit le second tour ici et la Croate Donna Vekić (6-1, 7-5). Markéta Vondroušová atteint la finale en battant sa compatriote Marie Bouzková (2-6, 6-4, 6-3) et notamment la numéro 4 mondiale, Jessica Pegula en quarts de finale (6-4, 2-6, 6-4), pour sa première victoire sur une Top 10 sur gazon et l'ancienne numéro 3 mondiale Elina Svitolina en deux sets (6-3, 6-3) en demi-finale. En finale du simple dames, opposée à Ons Jabeur, finaliste l'année passée, elle remporte son premier titre en Grand Chelem à l'âge de 24 ans en battant la numéro 6 mondiale en deux sets (6-4, 6-4) alors qu'elle était menée 2-4 au premier set et 1-3 au deuxième set,. Elle devient également la première joueuse de tennis à remporter le tournoi sans être classée tête de série et la troisième Tchèque à s’imposer à Wimbledon après Jana Novotna et Petra Kvitova.
À la suite de son premier titre en Grand Chelem, elle fait son entrée dans le top 10 pour la première fois de sa carrière.
Elle retrouve le circuit en août, à l'occasion de l'Open de Canada, qu'elle dispute pour la première fois de sa carrière. Elle y obtient deux victoires contre l’Égyptienne Mayar Sherif (6-4, 6-2) et contre l'ancienne numéro une mondiale invitée au tournoi et sur le retour, Caroline Wozniacki (6-2, 7-5). Elle rencontre en huitièmes de finale l'Américaine Coco Gauff, titrée à Washington quelques jours avant. Elle encaisse une défaite nette (3-6, 0-6) contre la jeune septième mondiale. Elle joue le tournoi de Cincinnati quelques jours plus tard et y bat la spécialiste de double Kateřina Siniaková (7-5, 6-4), la Russe Anastasia Potapova (6-4, 6-2) ainsi que la locale Sloane Stephens (7-5, 6-3) pour jouer les quarts de finale. C'est la première fois depuis trois ans qu'elle parvient à ce stade en WTA 1000. Elle y rencontre la numéro une mondiale Iga Świątek contre qui elle perd le match (6-7, 1-6). 
A l'US Open, elle sort d'abord facilement la qualifiée Sud-Coréenne Han Na-lae (6-3, 6-0), l'Italienne Martina Trevisan (6-2, 6-2) puis la Russe Ekaterina Alexandrova (6-2, 6-1) pour arriver en deuxième semaine. Elle joue en huitièmes de finale la jeune américaine novice Peyton Stearns et la renverse (6-7, 6-3, 6-2) pour disputer pour la première fois les quarts de finale à New York. Elle voit une troisième américaine, Madison Keys, ancienne finaliste lui barrer la route (1-6, 4-6).  
Elle dispute pour la première fois de sa carrière le tournoi de Pékin début octobre mais essuie une défaite contre l'Ukrainienne Anhelina Kalinina (6-1, 4-6, 1-6). Elle ne rejoue qu'au Masters de fin d'année, qu'elle dispute pour la première fois. Elle s'incline d'abord contre l'ex-numéro une Iga Świątek (6-7, 0-6) puis est battu par le Tunisienne Ons Jabeur, (4-6, 3-6) qui prend sa revanche de la finale de Wimbledon. Elle essuie une troisième défaite contre la jeune Coco Gauff, vainqueur quelques mois plus tôt de son premier Grand Chelem (7-5, 6-7, 3-6).

### 2024. Quart de finale à Roland-Garros mais sortie du Top 10
En tant que numéro sept mondiale, elle commence la saison de manière décevante à l'Open d'Australie en étant balayée par la qualifiée Ukrainienne Dayana Yastremska (1-6, 2-6), future demi-finaliste, au premier tour, elle qui n'avait plus perdu en Grand Chelem à ce stade depuis quatre ans. Elle part à Doha et remporte sa première victoire de la saison au premier tour du WTA 1000 contre la qualifiée Belge Greet Minnen après s'être effondrée lors du deuxième set (6-2, 0-6, 6-4). Elle perd néanmoins le match suivant contre la Russe Anastasia Pavlyuchenkova (5-7, 3-6). Elle accède aux quarts de finale à Dubaï, son premier bon résultat de la saison en battant l'Américaine Peyton Stearns (6-1, 5-7, 6-2) et ne laissant que quatre jeux à la Russe Liudmila Samsonova (6-2, 6-2). Confrontée à la Roumaine surprise Sorana Cîrstea, elle mène 6-2, 5-1 puis obtient six balles de match. Elle n'en convertit aucune et se fait renverser par son adversaire (6-2, 6-7, 2-6).
Elle gagne un match à Indian Wells pour le début de la tournée américaine sur dur contre Bernarda Pera en ne laissant à l'Américaine que deux jeux (6-0, 6-2) mais déclare forfait avant son match contre l'Ukrainienne Marta Kostyuk au troisième tour, quart de finaliste à l'Open d'Australie. Elle retrouve le circuit près d'un mois plus tard, à Stuttgart sur terre. Elle écarte la Croate Donna Vekić (6-4, 6-3), la Russe Anastasia Potapova (7-6, 6-1) et la numéro deux mondiale Aryna Sabalenka, vainqueur de son deuxième Open d'Australie en début de saison (3-6, 6-3, 7-5) au terme d'un gros match. De nouveau confrontée à Marta Kostyuk, elle s'incline encore contre cette dernière en demi-finale (6-7, 2-6). Alors qu'elle annonce s'être séparé de son mari, elle atteint sa meilleure performance en carrière à Madrid en remportant facilement son deuxième tour contre l'Américaine Shelby Rogers (6-1, 6-3) mais doit faire face à la jeune Mirra Andreeva, qui s'était révélée l'année passée en capitale espagnole et qui l'écarte (5-7, 1-6), la Russe participant à sa première demi-finale en Majeur aux Internationaux de France quelques semaines plus tard. Elle affronte deux Roumaines à Rome, et l'emporte contre Ana Bogdan (6-2, 3-6, 6-4) mais essuie une nouvelle défaite contre la vétérane Sorana Cîrstea (6-7, 3-6) qui accède pour la première fois de sa carrière à 34 ans aux huitièmes de finale du tournoi italien. Comme lors de ces deux derniers tournois, elle remporte un match renversant à Strasbourg contre Magdalena Fręch (5-7, 6-1, 6-0) mais est à son tour renversée lors de son second match par l'Ukrainienne Anhelina Kalinina (7-5, 3-6, 2-6).
Elle réussit un beau parcours à Roland-Garros, sortant facilement l'Espagnole Rebeka Masarova (6-1, 6-3), la Française invitée Chloé Paquet qui réussit son plus beau parcours jusqu'alors en Grand Chelem (6-1, 6-3), et renverse après un début de match complètement manqué la qualifiée Katie Volynets (0-6, 6-1, 6-4). Elle affronte une seconde qualifiée en huitièmes de finale en la personne de la Serbe Olga Danilović, une des surprises du tournoi qu'elle écarte aussi (6-4, 6-2). Le défi s'avère être de taille en quarts de finale, son adversaire étant Iga Świątek, triple gagnante à Roland-Garros et vainqueur à Rome et Madrid. Elle ne fait pas le poids et s'incline en ne marquant que deux jeux (0-6, 2-6) contre la numéro une mondiale, améliorant malgré tout son meilleur classement en carrière en étant numéro cinq mondiale à l'issue du tournoi. Elle bat de nouveau Rebeka Masarova (6-4, 6-3) à Berlin mais doit abandonner à la fin de la première manche contre la Russe Anna Kalinskaya (5-5 ab.), future finaliste, en raison d'une mauvaise chute. Elle démarre Wimbledon en tant que tenante du titre mais se fait éliminer d'office par l'Espagnole Jéssica Bouzas Maneiro qui remporte alors son premier match en Grand Chelem (4-6, 2-6). C'est la première fois qu'une tenante du titre sort d'entrée depuis l'Allemande Steffi Graf en 1994, il y a trente ans. Ce mauvais résultat l'éjecte hors du Top 10 qu'elle avait inséré depuis un an et son titre sur le Grand Chelem londonien. Elle est écartée des cours jusqu'en fin de saison à la suite d'une blessure à la main, ne participant pas à l'US Open et termine l'année à la 39e place mondiale.

### 2025. 3etitre à Berlin
Elle effectue un parcours fracassant à Berlin, où elle est classée 164e mondiale, éliminant d'entrée Madison Keys, sa première Top 10 de la saison (7-5, 7-6), l'Américain ayant gagné l'Open d'Australie en début d'année. Elle enchaîne en sortant la jeune Diana Shnaider (6-3, 6-7, 6-3), douzième au classement WTA avant de retrouver la repêchée Tunisienne Ons Jabeur qu'elle bat (6-4, 6-1) comme en finale de Wimbledon. Elle s'offre le scalp en demi-finale de la numéro une Aryna Sabalenka, finaliste des deux premiers Majeurs de la saison (6-2, 6-4), gagnant sa première victoire contre une numéro une mondiale en carrière. Dans une finale inattendue contre la Chinoise Wang Xinyu qui atteint ce stade pour la première fois de sa carrière, elle remporte le match (7-6, 4-6, 6-2) et son troisième titre en carrière, le premier depuis sa victoire au Temple deux ans avant. Elle réintègre le Top 100 à l'issue de la semaine.

## Palmarès

### Titres en simple dames
| No | Date       | Nom et lieu du tournoi          | Catégorie | Dotation     | Surface      | Finaliste       | Score           |          |
| -- | ---------- | ------------------------------- | --------- | ------------ | ------------ | --------------- | --------------- | -------- |
| 1  | 10-04-2017 | Ladies Open Biel Bienne, Bienne | Intern'l  | 250 000 $    | Dur (int.)   | Anett Kontaveit | 6-4, 7-66       | Parcours |
| 2  | 03-07-2023 | The Championships, Wimbledon    | G. Chelem | 44 700 000 £ | Gazon (ext.) | Ons Jabeur      | 6-4, 6-4        | Parcours |
| 3  | 16-06-2025 | Berlin Tennis Open, Berlin      | WTA 500   | 1 064 510 $  | Gazon (ext.) | Wang Xinyu      | 7-610, 4-6, 6-2 | Parcours |

### Finales en simple dames
| No | Date       | Nom et lieu du tournoi          | Catégorie     | Dotation       | Surface      | Vainqueure          | Score         |          |
| -- | ---------- | ------------------------------- | ------------- | -------------- | ------------ | ------------------- | ------------- | -------- |
| 1  | 18-02-2019 | Hungarian Ladies Open, Budapest | Intern'l      | 250 000 $      | Dur (int.)   | Alison Van Uytvanck | 1-6, 7-5, 6-2 | Parcours |
| 2  | 22-04-2019 | Istanbul Cup, Istanbul          | Intern'l      | 226 750 $      | Terre (ext.) | Petra Martić        | 1-6, 6-4, 6-1 | Parcours |
| 3  | 26-05-2019 | Roland-Garros, Paris            | G. Chelem     | 23 029 029 € $ | Terre (ext.) | Ashleigh Barty      | 6-1, 6-3      | Parcours |
| 4  | 24-07-2021 | Jeux olympiques, Tokyo          | J. olympiques | NC             | Dur (ext.)   | Belinda Bencic      | 7-5, 2-6, 6-3 | Parcours |

### Titre en double dames
Aucun

### Finales en double dames
| No | Date       | Nom et lieu du tournoi            | Catégorie | Dotation    | Surface      | Vainqueures                   | Partenaire          | Score             |          |
| -- | ---------- | --------------------------------- | --------- | ----------- | ------------ | ----------------------------- | ------------------- | ----------------- | -------- |
| 1  | 10-05-2021 | Internazionali BNL d'Italia Rome  | WTA 1000  | 2 549 105 $ | Terre (ext.) | Sharon Fichman Giuliana Olmos | Kristina Mladenovic | 4-6, 7-5, [10-5]  | Parcours |
| 2  | 10-01-2022 | Adélaïde International 2 Adélaïde | WTA 250   | 239 477 $   | Dur (ext.)   | Eri Hozumi Makoto Ninomiya    | Tereza Martincová   | 1-6, 7-64, [10-7] | Parcours |
| 3  | 19-06-2023 | Bett1Open Berlin                  | WTA 500   | 780 637 $   | Gazon (ext.) | Caroline Garcia Luisa Stefani | Kateřina Siniaková  | 4-6, 7-68, [10-4] | Parcours |

### Finale en double en WTA 125
| No | Date       | Nom et lieu du tournoi             | Catégorie | Dotation  | Surface    | Vainqueures              | Partenaire          | Score    |          |
| -- | ---------- | ---------------------------------- | --------- | --------- | ---------- | ------------------------ | ------------------- | -------- | -------- |
| 1  | 05-12-2022 | Open P2i Angers Arena Loire Angers | WTA 125   | 115 000 $ | Dur (int.) | Alycia Parks Zhang Shuai | Miriam Kolodziejová | 6-2, 6-2 | Parcours |

## Parcours en Grand Chelem

### Victoire (1)
| Année | Tournoi   | Adversaire en finale | Score    |
| 2023  | Wimbledon | Ons Jabeur           | 6-4, 6-4 |

### Finale (1)
| Année | Tournoi       | Adversaire en finale | Score    |
| 2019  | Roland-Garros | Ashleigh Barty       | 1-6, 3-6 |

### En simple dames
| Année | Open d'Australie | Open d'Australie    | Internationaux de France | Internationaux de France | Wimbledon       | Wimbledon         | US Open         | US Open               |
| ----- | ---------------- | ------------------- | ------------------------ | ------------------------ | --------------- | ----------------- | --------------- | --------------------- |
| 2017  | —                | —                   | 2e tour (1/32)           | Daria Kasatkina          | 1er tour (1/64) | Peng Shuai        | 1er tour (1/64) | Svetlana Kuznetsova   |
| 2018  | 2e tour (1/32)   | Caroline Garcia     | 1er tour (1/64)          | Ana Bogdan               | 1er tour (1/64) | Sachia Vickery    | 1/8 de finale   | Lesia Tsurenko        |
| 2019  | 2e tour (1/32)   | Petra Martić        | Finale                   | Ashleigh Barty           | 1er tour (1/64) | Madison Brengle   | —               | —                     |
| 2020  | 1er tour (1/64)  | Svetlana Kuznetsova | 1er tour (1/64)          | Iga Świątek              | Annulé          | Annulé            | 2e tour (1/32)  | Aliaksandra Sasnovich |
| 2021  | 1/8 de finale    | Hsieh Su-wei        | 1/8 de finale            | Paula Badosa             | 2e tour (1/32)  | Emma Raducanu     | 2e tour (1/32)  | Daria Kasatkina       |
| 2022  | 3e tour (1/16)   | Aryna Sabalenka     | —                        | —                        | —               | —                 | —               | —                     |
| 2023  | 3e tour (1/16)   | Linda Fruhvirtová   | 2e tour (1/32)           | Daria Kasatkina          | Victoire        | Ons Jabeur        | 1/4 de finale   | Madison Keys          |
| 2024  | 1er tour (1/64)  | Dayana Yastremska   | 1/4 de finale            | Iga Świątek              | 1er tour (1/64) | J. Bouzas Maneiro | —               | —                     |
| 2025  | —                | —                   | 3e tour (1/16)           | Jessica Pegula           | 2e tour (1/32)  | Emma Raducanu     |                 |                       |

N.B. : à droite du résultat se trouve le nom de l'ultime adversaire.

### En double dames
| Année | Open d'Australie                                                                         | Open d'Australie                                                                            | Internationaux de France                                                                 | Internationaux de France                                                             | Wimbledon                                                                         | Wimbledon                                                                            | US Open | US Open |
| ----- | ---------------------------------------------------------------------------------------- | ------------------------------------------------------------------------------------------- | ---------------------------------------------------------------------------------------- | ------------------------------------------------------------------------------------ | --------------------------------------------------------------------------------- | ------------------------------------------------------------------------------------ | ------- | ------- |
| 2017  | —                                                                                        | —                                                                                           | —                                                                                        | —                                                                                    | 1/4 de finale C. Bellis \|\| style="text-align:left;" \| Chan H.-c. M. Niculescu  | 1er tour (1/32) C. Bellis \|\| style="text-align:left;" \| N. Kichenok An. Rodionova |         |         |
| 2018  | 1er tour (1/32) C. Bellis \|\| style="text-align:left;" \| E. Alexandrova A. Sevastova   | 1er tour (1/32) B. Bencic \|\| style="text-align:left;" \| S. Kuznetsova L. Šafářová        | 1er tour (1/32) A. Blinkova \|\| style="text-align:left;" \| E. Alexandrova V. Zvonareva | —                                                                                    | —                                                                                 |                                                                                      |         |         |
| 2019  | 1/2 finale B. Strýcová \|\| style="text-align:left;" \| S. Stosur Zhang S.               | 2e tour (1/16) M. Rybáriková \|\| Forfait                                                   | —                                                                                        | —                                                                                    | —                                                                                 | —                                                                                    |         |         |
| 2020  | 1er tour (1/32) C. Bellis \|\| style="text-align:left;" \| E. Mertens A. Sabalenka       | —                                                                                           | —                                                                                        | Annulé                                                                               | Annulé                                                                            | —                                                                                    | —       |         |
| 2021  | 2e tour (1/16) V. Lapko \|\| style="text-align:left;" \| N. Melichar D. Schuurs          | —                                                                                           | —                                                                                        | 2e tour (1/16) T. Martincová \|\| style="text-align:left;" \| S. Aoyama E. Shibahara | 2e tour (1/16) T. Martincová \|\| style="text-align:left;" \| C. Gauff C. McNally |                                                                                      |         |         |
| 2022  | 2e tour (1/16) T. Martincová \|\| style="text-align:left;" \| A. Danilina B. Haddad Maia | —                                                                                           | —                                                                                        | —                                                                                    | —                                                                                 | —                                                                                    | —       |         |
| 2023  | 1/8 de finale M. Kolodziejová \|\| style="text-align:left;" \| M. Kostyuk E.G. Ruse      | 2e tour (1/16) M. Kolodziejová \|\| style="text-align:left;" \| V. Kudermetova L. Samsonova | 1/8 de finale M. Kolodziejová \|\| Forfait                                               | 1/8 de finale B. Strýcová \|\| Forfait                                               |                                                                                   |                                                                                      |         |         |
|       |                                                                                          |                                                                                             |                                                                                          |                                                                                      |                                                                                   |                                                                                      |         |         |
| 2025  | —                                                                                        | —                                                                                           | 1er tour (1/32) M. Bouzková \|\| style="text-align:left;" \| Hsieh S.-w. J. Ostapenko    | 1er tour (1/32) M. Škoch \|\| style="text-align:left;" \| P. Kudermetova Z. Sönmez   |                                                                                   |                                                                                      |         |         |

N.B. : le nom de la partenaire se trouve sous le résultat ; les noms des ultimes adversaires se trouvent à droite.

### En double mixte
| Année | Open d'Australie | Open d'Australie | Internationaux de France | Internationaux de France | Wimbledon                                                                   | Wimbledon | US Open | US Open |
| ----- | ---------------- | ---------------- | ------------------------ | ------------------------ | --------------------------------------------------------------------------- | --------- | ------- | ------- |
| 2021  | —                | —                | —                        | —                        | 2e tour (1/16) R. Jebavý \|\| style="text-align:left;" \| Zhang S. J. Peers | —         | —       |         |

N.B. : le nom de la partenaire se trouve sous le résultat ; les noms des ultimes adversaires se trouvent à droite.

## Parcours en «Premier» et WTA 1000
Les tournois WTA « Premier Mandatory » et « Premier 5 » (entre 2009 et 2020) et WTA 1000 (à partir de 2021) constituent les catégories d'épreuves les plus prestigieuses, après les quatre levées du Grand Chelem. 

De 2009 à 2023, les tournois Premier Mandatory (dits tournois WTA 1000 obligatoires entre 2021 et 2023) regroupent Indian Wells, Miami, Madrid et Pékin, les autres constituant les tournois Premier 5 (tournois WTA 1000 non-obligatoires). À partir de 2024, le nombre de tournois WTA 1000 passe à 10 par saison (fin de l’alternance Doha / Dubaï), ces derniers devenant tous obligatoires et offrant tous 1000 points à la vainqueure (contre 900 points précédemment pour les tournois Premier 5).

### En simple dames
| Année |       |                                 |                             |                              |                            |                            |                                |                           |                              |                             |  |                           |
| Doha  | Dubaï | Indian Wells                    | Miami                       | Madrid                       | Rome                       | Canada                     | Cincinnati                     | Pékin                     |                              | Wuhan                       |  |                           |
| Doha  | Dubaï | Indian Wells                    | Miami                       | Madrid                       | Rome                       | Canada                     | Cincinnati                     | Pékin                     | Guadalajara                  |                             |  |                           |
| Doha  | Dubaï | Indian Wells                    | Miami                       | Madrid                       | Rome                       | Canada                     | Cincinnati                     | Pékin                     |                              |                             |  |                           |
| 2018  |       | 2e tour (1/16) E. Svitolina     | WTA 500                     | 4e tour (1/8) P. Martić      | 1er tour (1/64) Wang Y.    |                            |                                |                           | 1er tour (1/32) A. Barty     |                             |  | 1er tour (1/32) J. Görges |
| 2019  |       | WTA 500                         |                             | 1/4 de finale E. Svitolina   | 1/4 de finale Ka. Plíšková |                            | 1/4 de finale J. Konta         |                           |                              |                             |  |                           |
| 2020  |       | 1er tour (1/32) Zheng S.        | WTA 500                     | Annulé                       | Annulé                     | Annulé                     | 1/2 finale Ka. Plíšková        | Annulé                    | 1er tour (1/32) L. Siegemund | Annulé                      |  | Annulé                    |
| 2021  |       | WTA 500                         | 2e tour (1/16) C. Gauff     | 1er tour (1/64) V. Golubic   | 4e tour (1/8) A. Sabalenka | 1er tour (1/32) A. Kerber  | 1er tour (1/32) A. Tomljanović |                           |                              | Annulé                      |  | Annulé                    |
| 2022  |       |                                 | WTA 500                     | 4e tour (1/8) V. Kudermetova |                            |                            |                                |                           |                              | Hors calendrier             |  |                           |
| 2023  |       | WTA 500                         | 1er tour (1/32) K. Plíšková | 4e tour (1/8) K. Muchová     | 4e tour (1/8) S. Cirstea   | 2e tour (1/32) M. Linette  | 4e tour (1/8) E. Rybakina      | 3e tour (1/8) C. Gauff    | 1/4 de finale I. Świątek     | 1er tour (1/32) A. Kalinina |  |                           |
| 2024  |       | 3e tour (1/8) A. Pavlyuchenkova | 1/4 de finale S. Cîrstea    | 3e tour (1/16) Forfait       |                            | 3e tour (1/16) M. Andreeva | 3e tour (1/16) S. Cîrstea      |                           |                              |                             |  |                           |
| 2025  |       | 1er tour (1/32) E. Svitolina    | 2e tour (1/16) M. Andreeva  |                              |                            |                            |                                | 2e tour (1/32) M. Kostyuk | 2e tour (1/32) A. Sabalenka  |                             |  |                           |

Sous le résultat, l’ultime adversaire.
1. 1 2   Les tournois de Doha et Dubaï alternent le statut de tournoi WTA 1000 (ex Premier 5) entre 2009 et 2023 : les trois premières éditions ont lieu à Dubaï, les trois suivantes à Doha, puis Dubaï accueille le tournoi de cette catégorie les années impaires et Dubaï les années paires. De 2011 à 2023, la ville qui n’accueille pas de WTA 1000 organise à la place un tournoi WTA 500 (ex Premier).
2. 1 2 3 4 5 6 7   L’ordre de déroulement des tournois a évolué depuis 2009 : Rome se dispute avant Madrid et Cincinnati avant Montréal/Toronto jusqu’en 2010, tandis que Tokyo (2009-2013)-Wuhan (2014-2019, 2024-)-Guadalajara (2022-2023) ont lieu avant Pékin jusqu’en 2023.
3. 1 2 3 4 5 6 7 8  Du fait de la pandémie de Covid-19, les tournois d’Indian Wells, de Miami, de Madrid, du Canada, de Wuhan et de Pékin sont annulés en 2020. Ces deux derniers le sont également en 2021. Pour des raisons d’organisation, le tournoi de Cincinnati 2020 a exceptionnellement lieu à Flushing Meadows à New York.
4. ↑  Le 1er décembre 2021, le président de la WTA, Steve Simon, annonce que tous les tournois prévus en Chine et à Hong Kong sont suspendus à partir de 2022, en raison de préoccupations concernant la sécurité et le bien-être de la joueuse de tennis chinoise Peng Shuai après ses allégations de relations sexuelles non-consenties avec Zhang Gaoli, membre de haut rang du Parti communiste chinois. Le tournoi de Pékin revient en 2023. Le tournoi de Guadalajara remplace celui de Wuhan pendant deux ans, ce dernier réapparaissant en 2024.

## Parcours au Masters

### En simple dames
| # | Date       | Nom de l'édition  | ($)       | Surface    | Résultat              | Ultime adversaire | Score          |          |
| - | ---------- | ----------------- | --------- | ---------- | --------------------- | ----------------- | -------------- | -------- |
| 1 | 29/10/2023 | WTA Finals Cancún | 9 000 000 | Dur (ext.) | Round Robin (défaite) | Iga Świątek       | 63-7, 0-6      | Parcours |
| 1 | 29/10/2023 | WTA Finals Cancún | 9 000 000 | Dur (ext.) | Round Robin (défaite) | Ons Jabeur        | 4-6, 3-6       | Parcours |
| 1 | 29/10/2023 | WTA Finals Cancún | 9 000 000 | Dur (ext.) | Round Robin (défaite) | Coco Gauff        | 7-5, 64-7, 3-6 | Parcours |

## Parcours aux Jeux olympiques

### En simple dames
| # | Date       | Nom de l'olympiade         | Surface    | Résultat | Ultime adversaire | Score         |          |
| - | ---------- | -------------------------- | ---------- | -------- | ----------------- | ------------- | -------- |
| 1 | 24/07/2021 | Olympic Tennis Event Tokyo | Dur (ext.) | Argent   | Belinda Bencic    | 7-5, 2-6, 6-3 | Parcours |

### En double dames
| # | Date       | Nom de l'olympiade         | Surface    | Résultat       | Partenaire        | Ultimes adversaires         | Score             |          |
| - | ---------- | -------------------------- | ---------- | -------------- | ----------------- | --------------------------- | ----------------- | -------- |
| 1 | 31/07/2021 | Olympic Tennis Event Tokyo | Dur (ext.) | 1/8e de finale | Karolína Plíšková | Laura Pigossi Luisa Stefani | 2-6, 6-4, [13-11] | Parcours |

## Parcours en Fed Cup
| #                                                                            | Date       | Lieu          | Surface      | Gagnante(s)         | Perdante(s)         | Score    |          |
| ---------------------------------------------------------------------------- | ---------- | ------------- | ------------ | ------------------- | ------------------- | -------- | -------- |
|                                                                              |            |               |              |                     |                     |          |          |
| 2017 - 1/2 finale (groupe mondial) - États-Unis - République tchèque - 3 - 2 |            |               |              |                     |                     |          |          |
| 1                                                                            | 22/04/2017 | Wesley Chapel | Terre (ext.) | Coco Vandeweghe     | Markéta Vondroušová | 6-1, 6-4 | Parcours |
| 1                                                                            | 22/04/2017 | Wesley Chapel | Terre (ext.) | Markéta Vondroušová | Lauren Davis        | 6-2, 7-5 | Parcours |

## Classements WTA en fin de saison
| Année          | 2015 | 2016 | 2017 | 2018 | 2019 | 2020 | 2021 | 2022 | 2023 | 2024 |
| Rang en simple | 429  | 374  | 67   | 67   | 16   | 21   | 35   | 99   | 7    | 39   |
| Rang en double | 386  | –    | 155  | 634  | 100  | 600  | 65   | 119  | 44   | 158  |

Source : (en) Classements de Markéta Vondroušová sur le site officiel de la Fédération internationale de tennis

## Records et statistiques

### Confrontations avec ses principales adversaires
Confrontations lors des différents tournois WTA avec ses principales adversaires (5 confrontations minimum et avoir été membre du top 10). Classement par pourcentage de victoires. Situation au 10 août 2025 :
| Joueuse         | Meilleur classement | Confrontations | Victoires | Défaites | Pourcentage de victoires | Dernière confrontation                  |
| --------------- | ------------------- | -------------- | --------- | -------- | ------------------------ | --------------------------------------- |
| Daria Kasatkina | 8                   | 5              | 2         | 3        | 40                       | défaite (3-6, 4-6) à Roland-Garros 2023 |
| Elina Svitolina | 3                   | 7              | 3         | 4        | 42,9                     | défaite (6-0, 2-6, 5-7) à Doha 2025     |
| Aryna Sabalenka | 1                   | 9              | 4         | 5        | 44,4                     | défaite (5-7, 1-6) à Cincinnati 2025    |
| Ons Jabeur      | 2                   | 9              | 5         | 4        | 55,5                     | victoire (6-4, 6-1) à Berlin 2025       |

### Victoire sur le top 10
| Légende            |
| Grand Chelem       |
| Jeux olympiques    |
| Masters            |
| Premier / WTA 1000 |
| WTA 500            |
| WTA 250            |
| Fed Cup            |

|    |        |  | Tournoi          | Année | Surface             |                 | Adversaire      | Rang   | Tour     | Score          | Tableau |
| -- | ------ |  | ---------------- | ----- | ------------------- | --------------- | --------------- | ------ | -------- | -------------- | ------- |
| 1  | no 61  |  | Indian Wells     | 2019  | Dur                 |                 | Simona Halep    | no 2   | 1/8      | 6-2, 3-6, 6-2  | Tableau |
| 2  | no 44  |  | Rome             | 2019  | Terre battue        |                 | Simona Halep    | no 2   | 1/16     | 2-6, 7-5, 6-3  | Tableau |
| 3  | no 19  |  | Rome             | 2020  | Terre battue        |                 | Elina Svitolina | no 6   | 1/4      | 6-3, 6-0       | Tableau |
| 4  | no 42  |  | Jeux olympiques  | 2021  | Dur                 |                 | Naomi Osaka     | no 2   | 1/8      | 6-1, 6-4       | Tableau |
| 5  | no 42  |  | Jeux olympiques  | 2021  | Dur                 | Elina Svitolina | no 6            | 1/2    | 6-3, 6-1 |                | Tableau |
| 6  | no 33  |  | Indian Wells     | 2022  | Dur                 |                 | Anett Kontaveit | no 5   | 1/16     | 3-6, 7-5, 7-65 | Tableau |
| 7  | no 86  |  | Open d'Australie | 2023  | Dur                 |                 | Ons Jabeur      | no 2   | 1/32     | 6-1, 5-7, 6-1  | Tableau |
| 8  | no 105 |  | Indian Wells     | 2023  | Dur                 |                 | Ons Jabeur      | no 4   | 1/16     | 7-65, 6-4      | Tableau |
| 9  | no 70  |  | Rome             | 2023  | Terre battue        |                 | María Sákkari   | no 8   | 1/16     | 7-5, 6-3       | Tableau |
| 10 | no 42  |  | Wimbledon        | 2023  | Gazon               |                 | Jessica Pegula  | no 4   | 1/4      | 6-4, 2-6, 6-4  | Tableau |
| 11 | no 42  |  | Wimbledon        | 2023  | Gazon               | Ons Jabeur      | no 6            | Finale | 6-4, 6-4 |                | Tableau |
| 12 | no 8   |  | Stuttgart        | 2024  | Terre battue (int.) |                 | Aryna Sabalenka | no 2   | 1/4      | 3-6, 6-3, 7-5  | Tableau |
| 13 | no 164 |  | Berlin           | 2025  | Gazon               |                 | Madison Keys    | no 6   | 1/16     | 7-5, 7-66      | Tableau |
| 14 | no 164 |  | Berlin           | 2025  | Gazon               | Aryna Sabalenka | no 1            | 1/2    | 6-2, 6-4 |                | Tableau |